# 威爾伯恩鎮區 (堪薩斯州福特縣)
威爾伯恩鎮區（英語：Wilburn Township）為美國堪薩斯州福特縣轄下的鎮區。2010年美国人口普查中此鎮區人口有91人。

## 地理
威爾伯恩鎮區涵蓋總面積為187.5平方（72.41平方英里），其中陸地面積為187.5平方（72.41平方英里），水域面積為0平方（0.00平方英里）或0.00%。海拔高度795（2,608英尺）。

## 人口統計
根據2010年美國人口普查，威爾伯恩鎮區人口有91人，其中男性有47人，女性有44人，人口密度為每平方公里0.49人，住房計41戶。鎮區內的白人有82人，非裔美國人有3人，美洲原住民有1人，亞裔美國人有0人，太平洋島裔美國人有0人，其他種族有3人，混血種族則有2人。此外鎮區內有16人為西班牙裔或拉丁裔美國人。此鎮區之年齡中位數為39.5歲，而男性年齡中位數為40.2歲，女性年齡中位數為38.5歲。

## 交通

### 主要公路
- 283號美國國道